# کاراسینول بی
کاراسینول بی (به انگلیسی: Carasinol B) با فرمول شیمیایی C۵۶H۴۴O۱۳ یک ترکیب شیمیایی است. که جرم مولی آن ۹۲۴٫۹۴ g/mol می‌باشد. 